# Череновское сельское поселение (Архангельская область)
Череновское сельское поселение  или муниципальное образование «Череновское» — упразднённое муниципальное образование со статусом сельского поселения в составе Устьянского муниципального района Архангельской области России. 
Соответствует административно-территориальной единице в Устьянском районе — Череновскому сельсовету.
Административный центр — деревня Кадыевская.

## География
Сельское поселение находится на востоке Устьянского муниципального района. Граничит с Синицким сельским поселением. Крупнейшие реки поселения: Устья, Подома, Квазеньга, Шаткурга и др.

## История
Муниципальное образование было образовано законом от 23 сентября 2004 года.
В сентябре 2022 года сельское поселение и остальные поселения муниципального района были упразднены и преобразованы путём их объединения в Устьянский муниципальный округ.
В сентябре 1959 года в состав Устьянского района был передан Бритвинский сельсовет Черевковского района.

## Население
| 2005 | 2006 | 2010 | 2011 | 2012 | 2013 | 2014 |
| ---- | ---- | ---- | ---- | ---- | ---- | ---- |
| 752  | →752 | ↘564 | ↘562 | ↘530 | ↘514 | ↘477 |
| 2015 | 2016 | 2017 | 2018 | 2019 | 2020 | 2021 |
| ↘463 | ↘435 | ↘419 | ↘397 | ↘382 | ↘361 | ↘327 |

## Состав сельского поселения
В состав сельского поселения входят 8 населённых пунктов:
| № | Населённый пункт | Тип населённого пункта          | Население |
| - | ---------------- | ------------------------------- | --------- |
| 1 | Беклемишевская   | деревня                         | →0        |
| 2 | Кадыевская       | деревня, административный центр | ↘75       |
| 3 | Квазеньга        | посёлок                         | ↗450      |
| 4 | Кезоминская      | деревня                         | →0        |
| 5 | Майдан           | хутор                           | →2        |
| 6 | Пыркино          | деревня                         | ↘0        |
| 7 | Череновская      | деревня                         | ↘33       |
| 8 | Шаткурга         | деревня                         | ↘19       |

### Карты
- [mapp38.narod.ru/map1/index89.html Топографическая карта P-38-89,90. лесопункт Квазеньга]